# Batalla de l'Eurimedont (190 aC)
La batalla del Eurimedont es va lliurar l'any 190 aC entre una flota de vaixells selèucides i una altra de Rodes, que comptava amb forces de la República Romana gràcies a la seva aliança. Els selèucides es trobaven capitanejats pel famós general cartaginès Hanníbal, que havia marxat a l'exili després dels esdeveniments que van seguir la batalla de Zama. Els rodis van sortir victoriosos, i la flota d'Hanníbal es va veure obligada a fugir.

## Antecedents
Després de la batalla de Zama, el general cartaginès Hanníbal Barca, que havia combatut a Roma durant la Segona Guerra Púnica, va fugir de Cartago i es va dirigir a la cort d'Antíoc III, rei de l'Imperi Selèucida, a Efes, on decidia quines mesures prendria contra els romans. Basant-se en el sentiment antiromà que s'havia assentat a Grècia, en particular entre les ciutats estat de la Lliga Etòlia, Antíoc III va conduir un exèrcit a través de l'Hel·lespont amb l'objectiu d'«alliberar-lo» de l'opressió romana. Antíoc i els etolis van fracassar en l'intent d'unir la seva coalició a Filip V i a la Lliga Aquea. Els romans van respondre a la invasió trametent un exèrcit a Grècia. Antíoc III, amb un petit exèrcit i amb l'aliança de la Lliga Etòlia i altres pobles grecs, combatia contra els macedonis i algunes unitats de suport romanes. Quan es va assabentar de l'arribada de l'exèrcit de Mani Acili Glabrió, va retirar-se a prop de les Termòpiles.
El comandant romà Acili Glabrió, que coneixia la història grega, va recordar l'existència d'un camí diferent per superar el pas de les Termòpiles, que ja havien fet servir segles abans els perses per sorprendre els grecs. Casualment, una unitat romana conduïda per Cató el Censor va ocupar un lloc avançat que Antíoc havia disposat per custodiar el camí. Amb aquest atac va aconseguir capturar un dels grecs, cosa que li va permetre descobrir la posició de la força principal d'Antíoc i que la guarnició que defensava el camí era d'uns 600 etolis. Els romans van atacar aquest petit contingent, que va ser immediatament dispersat. Mentrestant, el gruix de l'exèrcit romà va atacar l'exèrcit principal d'Antíoc, i agafat entre dos fronts l'exèrcit selèucida va ser derrotat. El mateix Antíoc va ser colpejat a la boca per una pedra, i no li va quedar altre remei que embarcar-se a Eubea cap a Efes. Les regions gregues es van lliurar als romans.

## La batalla
Els romans van perseguir Antíoc III al llarg de tota la mar Egea. Les flotes combinades de Roma i Rodes, capitanejades per Eudam, Pamfílides i Cariclit, van derrotar a la flota de l'Imperi Selèucida, comandada per Hanníbal Barca i Apol·lodor, a la vora del riu Eurimedont, i posteriorment en la batalla de Mionès. Després d'alguns enfrontaments a Àsia Menor, els selèucides van combatre els exèrcits de Roma i de Pèrgam en la batalla de Magnèsia. Les forces combinades de Roma i Pèrgam van obtenir la victòria i Antíoc es va veure obligat a retirar-se.

## Conseqüències
Hanníbal Barca havia conservat la major part de la seva flota, però no estava en condicions d'unir-se amb la flota de Polixènides a Efes, atès que els seus vaixells requerien importants reparacions. Polixènides, aïllat, no va poder fer front als romans al mar sense reforços. Els rodis es van retirar a Rodes per a les reparacions, deixant Cariclit amb 20 vaixells a Megiste. Al setembre, quan Luci Emili Regil va enviar una part de la seva flota a l'Hel·lespont per ajudar l'exèrcit romà en la seva invasió de l'Àsia Menor, Polixènides va aprofitar l'oportunitat per atacar els romans al mar. La batalla de Mionès va resultar en una decisiva victòria romano-ròdia, que va consolidar el control romà sobre la Mar Egea, permetent-los llançar una invasió de l'Àsia Menor selèucida. Després d'alguns enfrontaments a Àsia Menor, els selèucides van combatre els exèrcits de Roma i de Pèrgam en la batalla de Magnèsia. Les forces combinades de Roma i Pèrgam van obtenir la victòria i Antíoc es va veure obligat a retirar-se.